# Династія Пізня Цзінь (П'ять династій)
Дина́стія Пізня Цзінь (спрощ.: 后晋; кит. трад.: 後晉; піньїнь: Hòu Jìn) — династія, що правила частиною північного Китаю після повалення Пізньої Тан у 936 році. Ця династія керувалася імператорами з роду Ши. Була підкорена династією Ляо у 947 році.

## Історія
Засновником династії виступив Ши Цзінтан, один з вождів тюрок-шато. Після смерті у 926 році імператора Лі Цзуньсюя з династії Пізня Тан, Ши вступив у конфлікт з новим імператором Лі . скориставшись поразкою імператорів пізньої Тан від киданів Ши Цзінтан влаштував змову, в результаті чого захопив владу. Було засновано нову династію.
В цілому влада нових імператорів спиралася на підтримку держави Ляо. Завдяки цьому вона зберігалася до 947 року. Коли спадкоємець Ши Цзінтана — Ши Чунгуй вирішив здихатися залежності від киданів, династію Пізню Цзінь було знищено останніми.